# Saint-Rémy-lès-Chevreuse
Saint-Rémy-lès-Chevreuse település Franciaországban, Yvelines megyében. Lakosainak száma 7747 fő (2022. január 1.). Saint-Rémy-lès-Chevreuse Magny-les-Hameaux, Châteaufort, Chevreuse, Milon-la-Chapelle, Boullay-les-Troux, Gif-sur-Yvette, Gometz-la-Ville, Les Molières és Villiers-le-Bâcle községekkel határos.

## Népesség
A település népessége az elmúlt években az alábbi módon változott:
| Lakosok száma | 7725 | 7738 | 7956 | 7862 | 7810 | 7806 | 7750 | 7747 | 7747 |
|               | 2013 | 2015 | 2016 | 2017 | 2018 | 2019 | 2020 | 2021 | 2022 |